# Rosa macrophylla
Rosa macrophylla es una especie de rosa clasificada en la Rosa sect. Cinnamomeae.

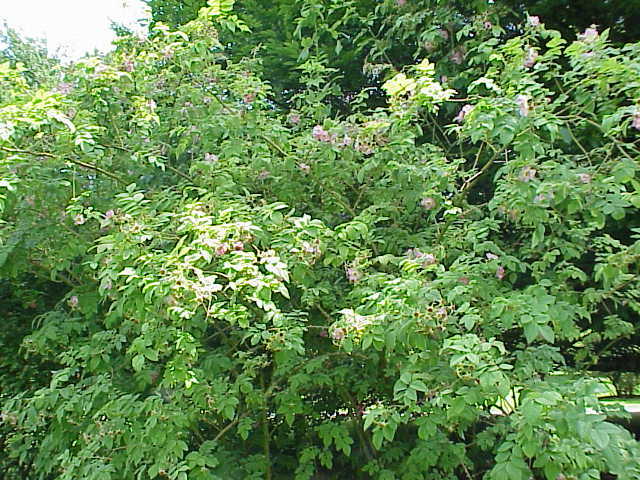

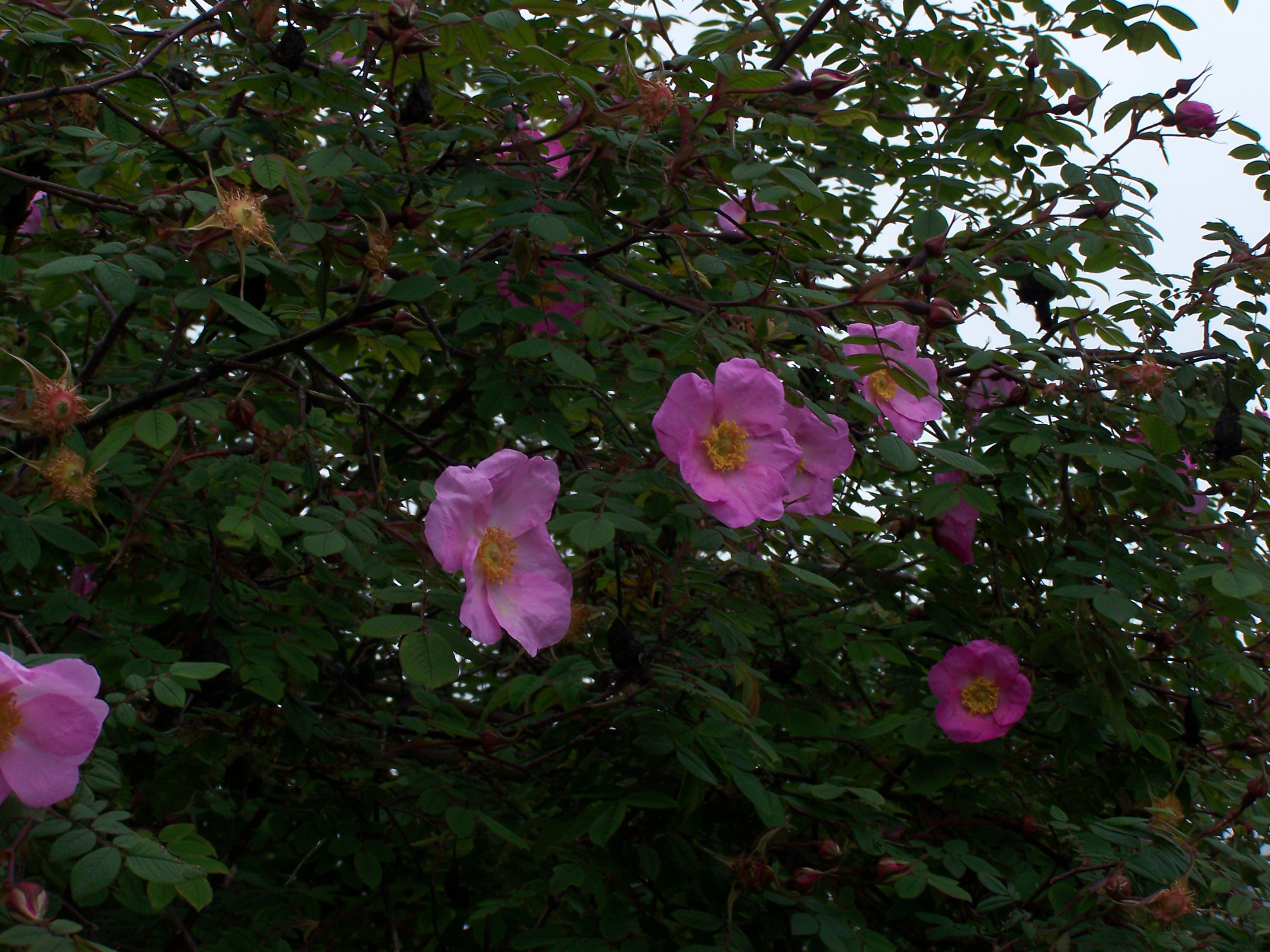

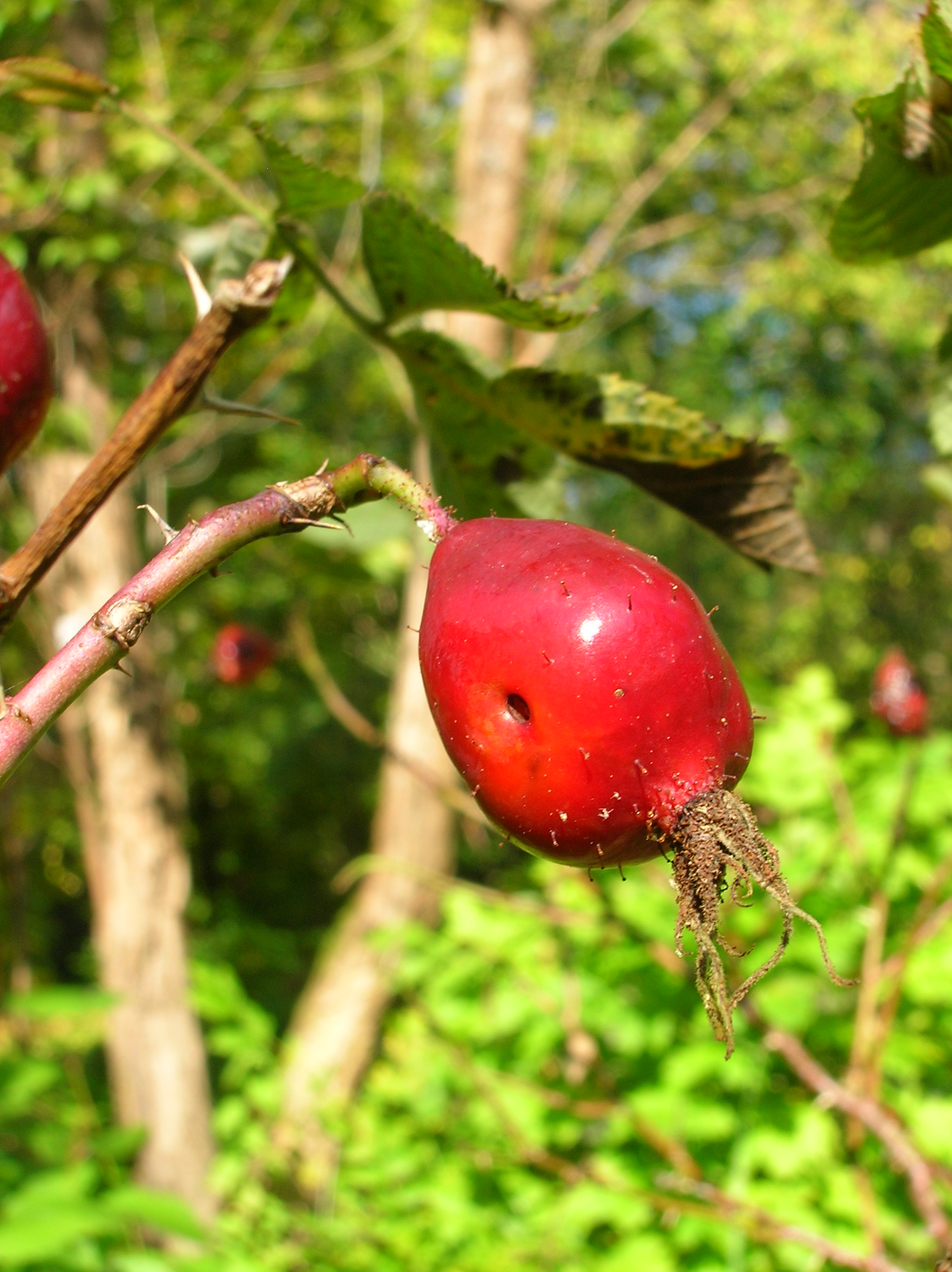

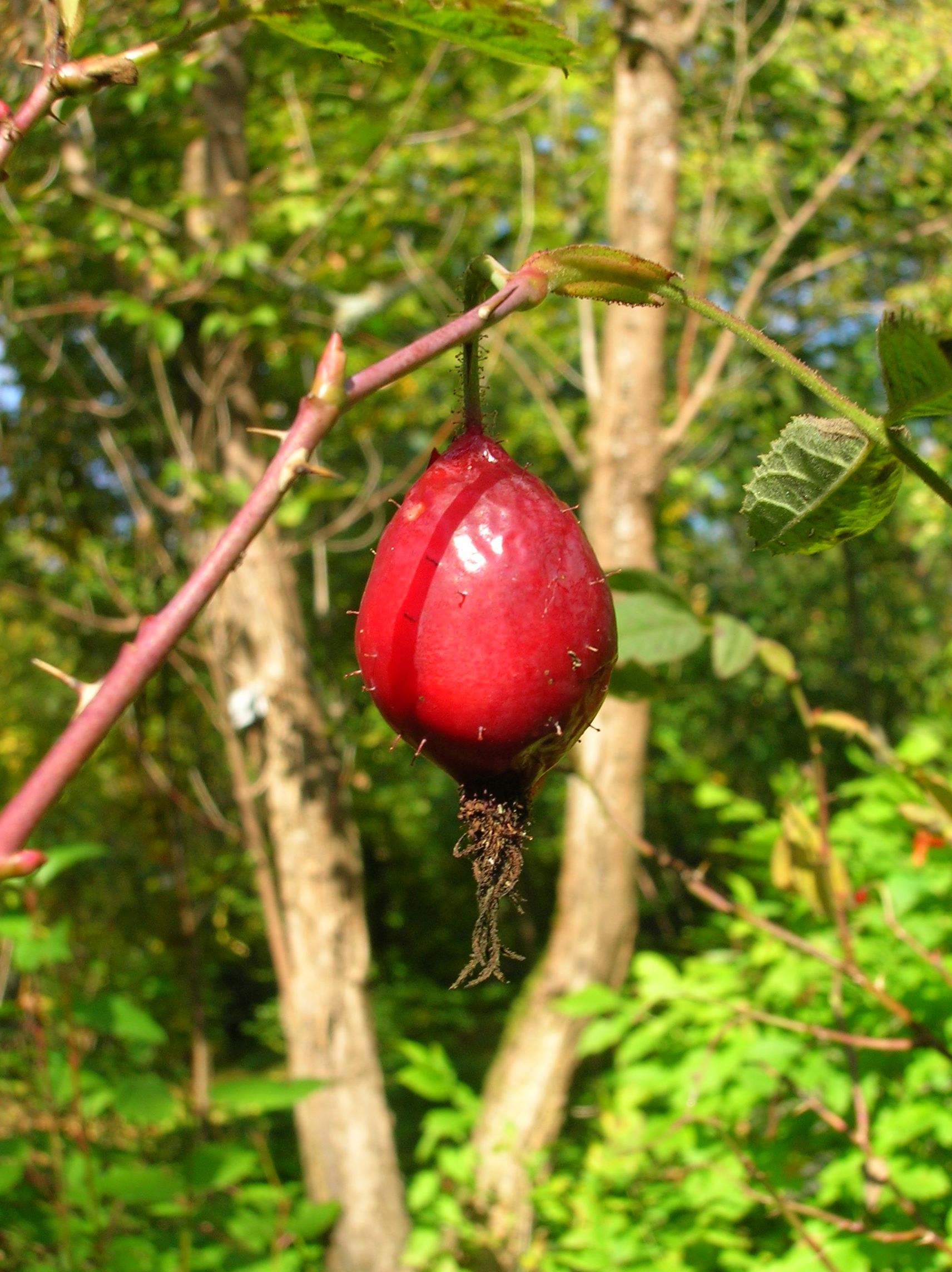

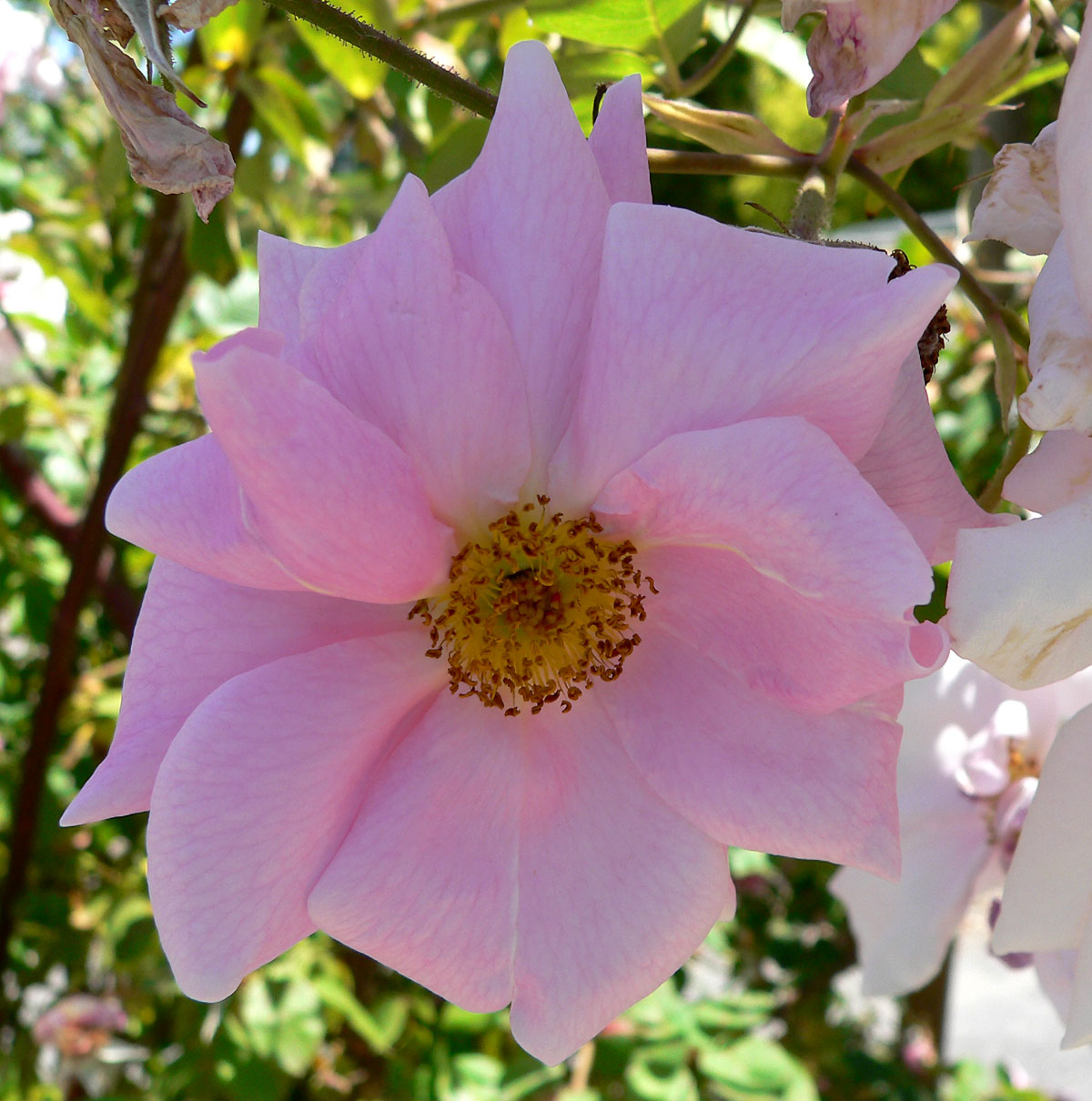
'Auguste Roussel', Barbier 1913.

## Distribución
Es originaria de los Himalayas donde se encuentra en altitudes entre
2.400 y 3.700 m s. n. m., en China (Región Autónoma del Tíbet, Yunnan) en Bután, en India, en Cachemira y Sikkim.

## Descripción
Se trata de un arbusto trepador o rampante de 2 a 5 metros de altura, con tallos lisos de color morado.
Las hojas, largas de 20 cm, generalmente de 7 a 9 foliolos ovales, verdes con toques de morado.
Las flores, son individuales simples con cinco pétalos, con un diámetro de 5 cm, de color rosa lila.
Los frutos cinorrodón son en forma de botella de gran tamaño, de color naranja de hasta 7,5 cm de largo. Esta es la rosa que tiene los mayores frutos.

## Cultivo y uso
Rosa macrophylla se cultiva como planta ornamental en los jardines donde es muy apreciada como cubre suelos sobre los taludes, o como trepador sobre grandes árboles y por el efecto decorativo de sus grandes frutos que se prolonga en el otoño e invierno.

## Taxonomía
Rosa macrophylla fue descrita por John Lindley y publicado en Rosarum Monographia 35, pl. 6. 1820.< 
Etimología
Rosa: nombre genérico que proviene directamente y sin cambios del latín rosa que deriva a su vez del griego antiguo rhódon, , con el significado que conocemos: «la rosa» o «la flor del rosal»
macrophylla: epíteto latíno que significa "con la hoja grande".
Variedades
- Rosa macrophylla 'Glaucescens' (Hillier)
- Rosa macrophylla 'Rubricaulis' (Hillier)

Híbridos
- - 'Auguste Roussel' (Barbier 1913: Rosa macrophylla × 'Papa Gontier'), rosal trepador de grandes flores semi-dobles de color rosa brillante,
  - 'Master Hugh', con unos frutos enormes muy decorativos,
  - 'Artur Hillier'  (Hillier 1939: Rosa macrophylla × Rosa moyesii), muy vigorosa, con flores y frutos muy rojos.

Sinonimia
- Rosa alpina var. macrophylla (Lindley) Boulenger.
- Rosa alpina var. glandulifera T. T. Yu & T. C. Ku[8]
- Rosa hoffmeisteri Klotzsch
- Rosa macrophylla var. macrophylla[9]